# Жуков Геннадій Васильович
Геннадій Васильович Жу́ков (нар. 31 жовтня 1938, Сєльцо) — український графік, живописець і скульптор; член Спілки радянських художників України з 1971 року. Заслужений художник України з 1993 року.

## Біографія
Народився 31 жовтня 1938 року в селищі Сєльці (нині місто Брянської області Росії). Упродовж 1957—1962 років навчався в Ростовському художньому училищі; у 1963—1969 роках — у Ленінградському інституті живопису, скульптури та архітектури імені Іллі Рєпіна у Володимира Вєтрогонського, Василя Звонцова. Дипломна робота — серія ліногравюр «Степан Разін» (керівник Олексій Пахомов).
Мешкав у Донецьку в будинку на бульварі Шевченка, № 40, квартира № 41. 1986 року нагороджений орденом «Знак Пошани».

## Творчість
Працює у галузях станкової графіки (рисунок, акварель, гравюра, літографія), станкового живопису (пейзаж, натюрморт, портрет, жанрова композиція), скульптури малих форм. Серед робіт:
графічні серії
- «Степан Разін» (1969);
- «Поети революції» (1969);
- «Північною Двіною» (1969);
- «Руки геть від В'єтнаму» (1971);
- «Мій сучасник» (1971, портрети);
- «Моя міліція» (1972);
- «Мелекіне. Рибзавод»  (1972);
- «Будівельники стану 3600» (1973);
- «Азовські рибалки» (1975);
- «Седнів. Сільські будні» (1983—1985);
- «Заповідник „Кам'яні могили“» (1986—1987);
- «Битва на Калці» (1990—2000);

скульптури
- «Козак» (1971);
- «Русалонька» (1976);
- «Чекання» (1980);
- «Матері-сестри» (1981);
- «Друзі» (1983);
- «Степ» (1984);
- «Літописець» (1985);
- «Пієта» (1987);
- «Прометей» (1989);
- «Половчанка» (1990);
- «Мисливець із беркутом» (1990);
- «Танцівниця» (1992);
- «Андрій Рубльов» (1992);
- «Данте» (1996);
- «Богоматір» (1997);
- рельєф «Слово про Ігорів похід» (1996);
- серія скульптур на біблійну тему (1985—2000);

живопис
- «Морозний ранок» (2003);
- «Пейзаж із білою козою» (2003);
- «Старий рибалка» (2004);
- «Останній день літа» (2005);
- триптих «Слово про Ігорів похід» (2006);
- «Моя бабуся» (2007);
- триптих «Ранок на Калці» (2008).

З 1992 року у традиціях давньоруського живопису розписує храми в Україні, Росії, Білорусі, Польщі.
Учасник республіканських, всесоюзних, закордонних мистецьких виставок з 1969 року, зокрема його роботи експонувалися у Чехословаччині у 1971 році. Персональні виставки відбулися у Жданові у 1973 році, Донецьку у 1973, 1975, 1988, 1999, 2008 роках, Києві у 1974, 1989, 2008 роках.
Деякі твори митця зберігаються у Донецькому, Горлівському, Харківському та Одеському художніх музеях.

## У мистецтві
Портрет митця (офорт) у 1973 році виконнав художник Олександр Москвичов.